# Il Casanova di Federico Fellini
Il Casanova di Federico Fellini (bra: Casanova de Fellini; prt: O Casanova de Federico Fellini) é um filme ítalo-norte-americano de 1976, do gênero drama biográfico-histórico-romântico, dirigido por Federico Fellini e estrelado por Donald Sutherland e Tina Aumont.
Ainda que o roteiro seja baseado na autobiografia Histoire de Ma Vie, do aventureiro italiano Giacomo Casanova, a história se desenrola sob a ótica muito particular do diretor Fellini. Daí, a inclusão de seu nome no título do filme. Apesar de ambientada em vários países da Europa, a produção foi toda rodada nos estúdios Cinecittà, em Roma.

## Sinopse
O filme acompanha vários episódios da vida do libertino Giacomo Casanova através do continente europeu, no século XVIII. Casanova coleciona seduções e proezas sexuais. Porém, será que ele está genuinamente interessado por alguém? Será que ele é uma pessoa interessante? Será que ele está mesmo vivo?

## Principais premiações
| Patrocinador                                  | Prêmio | Categoria                                                | Situação                                                                            |
| --------------------------------------------- | ------ | -------------------------------------------------------- | ----------------------------------------------------------------------------------- |
| Academia de Artes e Ciências Cinematográficas | Oscar  | Melhor Roteiro Adaptado Melhor Figurino                  | Indicado Vencedor                                                                   |
| British Academy of Film and Television Arts   | BAFTA  | Melhor Fotografia Melhor Direção de Arte Melhor Figurino | Indicado[carece de fontes?] Vencedor[carece de fontes?] Vencedor[carece de fontes?] |
| Academia Italiana de Cinema                   | David  | Melhor Música                                            | Vencedor[carece de fontes?]                                                         |

## Elenco
| Ator/Atriz          | Personagem                 |
| ------------------- | -------------------------- |
| Donald Sutherland   | Giacomo Casanova           |
| Tina Aumont         | Henriette                  |
| Cicely Browne       | Madame D'Urfé              |
| Carmen Scarpitta    | Madame Charpillon          |
| Clara Algranti      | Marcolina                  |
| Daniela Gatti       | Giselda                    |
| Margareth Clémenti  | Irmã Maddalena             |
| Mario Cencelli      | Moebius                    |
| Olimpia Carlisi     | Isabella                   |
| Silvana Fusacchia   | Irmã de Isabella           |
| Leda Lojodice       | Rosalba, a boneca mecânica |
| Sandra Elaine Allen | Angelina, a gigante        |
| Clarissa Mary Roll  | Anna Maria                 |
| Alessandra Belloni  | Princesa                   |
| Dudley Sutton       | Duque de Wuertemberg       |